# Nachal Jizre'el
Nachal Jizre'el (hebrejsky: נחל יזרעאל) je krátké vádí v severním Izraeli, na pomezí Jizre'elského a Charodského údolí.
Začíná v nadmořské výšce přes 50 metrů na jižním okraji města Afula, poblíž trasy dálnice číslo 60. Vádí směřuje k východu mírně zvlněnou a zemědělsky využívanou krajinou a zvolna klesá do Charodského údolí, kde zprava ústí do vádí Nachal Charod.